# Нидеррайнер

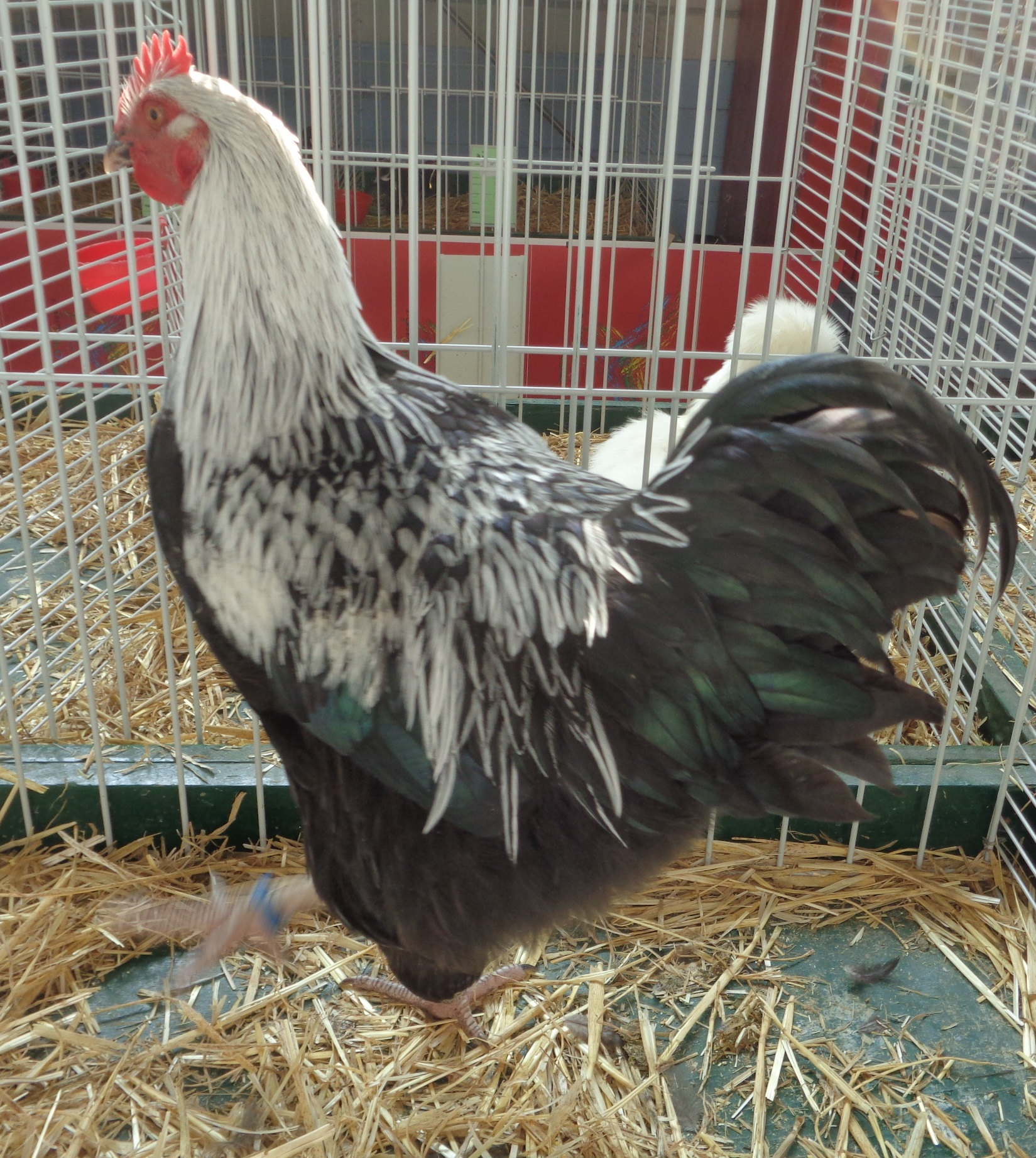
Молодой петух берёзового окраса

Нидеррайнер (нем. Niederrheiner) — порода кур мясо-яичного направления продуктивности.
Выведена в Германии в 1930—1940-х годах на базе голубой мехеленской породы, североголландской голубой, плимутрока, орпингтона и бойцовых кур. Первоначально называлась «голубая откормочная курица», позднее «голубая перепелиная». В ходе селекции выведены другие окрасы.
Приземистая, компактная, довольно крупная курица округлых форм. Туловище округлое, широкая спина средней длины. Линия верха горизонтальная, плавная на всём протяжении, хвост средней длины поставлен под углом около 45 ° к спине. Серповидные перья у петуха широкие и хорошо закруглены, круп хорошо оперён. Грудь широкая, живот отлично оформлен. Мускулистые голени выступают за линию низа, цевки средней длины. Крылья горизонтальные, прилегающие. Шея средней длины, немного изогнутая, хорошо оперена. Голова круглая, среднего размера. Гребень простой, тонкий, имеет 4-6 зубцов, у петуха стоячий, у курицы может быть слегка наклонён. Серёжки средние, округлые, мочки ушей красные. Глаза огненно-красные, небольшие. Клюв довольно короткий, загнутый, телесного цвета. Лицо красное, покрыто редкими мелкими перьями.
Оперение густое, украшающие перья обильные. Окрасы голубой, берёзовый, голубой ястребиный, аутосексно-ястребиный, а также специфический для этой породы жёлтый ястребиный.
Масса петуха 3,5-4 кг, курицы 2,5-3 кг. Скороспелость птицы хорошая. Кожа белая, мясо с тонкими волокнами. Курица несёт 180 яиц весом 55 г в год. Цвет скорлупы от жёлтого до светло-коричневого.
Птицы спокойные, не летают, хорошо откармливаются.
Карликовый нидеррайнер выведен в 1940-х годах. Порода высокопродуктивная, популярна на выставках и широко распространена. Масса петуха 1,2 кг, курицы 1 кг.